# 双子 (映画)
『双子（FUTAGO）』（原題：双子、英題：TWINS）は、香港の馮遠文（フォン・ユン・マン）監督の手によって、2004年に同道製作有限公司が製作し、2005年にアジア広域で公開された映画作品。香・日合作の形をとっており、衝撃的な描画で観せることを得意とする香港ホラーに、旧来から精神的恐怖の演出を得意とする日本ホラーを融合させる新世代ホラー映画への試みとして製作された。日本ではゆうばり国際ファンタスティック映画祭に出品されている。
馮遠文監督は、香港を代表する俳優のひとり元彪（ユン・ピョウ）の甥にあたる。
映画『爆裂都市』の撮影監督でその才覚を認められ、本作ではじめて総監督に抜擢された。

## ストーリー
かつて黒社会（香港を中心とする中国圏のヤクザ組織）との繋がりを持っていた男・チョンとその妻が経営する香港のありふれたホテル。ある日、一人の日本人女性・澪が訪れた。映画スターを夢見て渡香し1年前に突如行方不明となった双子の姉の行方を探すために。
失踪した姉にまるで瓜ふたつの澪。姉と見間違えた地元住人たちには、例外なく戦慄の表情が浮かんでいた。それは…。

## キャスト
- 内田淺・内田澪（二役）：白田久子
- 政（刑事役）：何華超（トニー・ホー）
- Tony：彭敬慈（サミュエル・パン ）
- 沈冰冰：關寶慧（エミリー・クワン）
- 陳龍：陳山聰（ジョエル・チャン）
- 光仔：宋本中（スーン・ポン・チョン）
- 源：黎應就（レイ・イン・チャウ）

## スタッフ
- 監督・撮影指導：馮遠文（フォン・ユン・マン）
- エグゼクティブ・プロデューサー：松下順一（松下“ジェームス“順一）
- プロデューサー：米山紳、梁德森（サム・レオン）
- アソシエイト・プロデューサー：加藤東司、福島重幸
- ライン・プロデューサー：岑嘉寶（シュム・カ・ポー）
- 脚本：梁德森（サム・レオン）、鍾盛遠（ポール・チョン）
- 美術：李耀光（アンデイ・リー）
- 製作・編集：錢榮威（チョン・ワイ・チュウ）
- 音楽：吉川清之